# La prigione (film 1944)
La prigione è un film del 1944 diretto da Ferruccio Cerio.

## Trama
Un ragioniere contabile impiegato in un carcere, è fidanzato con una maestra di scuola, conosce un'artista del varietà e se ne innamora perdutamente contraccambiato tanto che i due decidono di lasciare insieme la città per ricominciare altrove una nuova vita. Ma l'incontro con un ex detenuto nel carcere dove il contabile lavorava, già amante in tempi passati della cantante, produce uno scontro tra i due, convincendo il ragioniere a tornare dalla moglie per rappacificarsi.

## La critica
«.. Un buon film talvolta ottimo stavamo per dire senza operatore. Queste sue mancanze grazie all'abilità di Cerio e grazie all'interesse della trama, dei pregi. Cerio ha realizzato tutto il film a Senigallia. I mobili che arredano gli ambienti sono stati presi uno per uno dalle case degli abitanti del luogo. Nessuno dei cinque interpreti principali, aveva mai partecipato a un film, quanto agli interpreti di contorno, sono stati presi qua e là tra le conoscenze locali. Insomma un film grezzo e ruvido come una spazzola di saggina ma in cui s'è fatto dell'arte...» Paola Ojetti in Film del 26 febbraio 1944

## Produzione
Prodotto nel 1942 dalla Bassoli Film il film fu girato negli studi FERT di Torino, per uscire nelle sale nel 1944.